# Barranc de les Mussoles
El Barranc de les Mussoles o des Mussoles és un barranc que discorre dins del terme municipal de la Vall de Boí, a la comarca de l'Alta Ribagorça, i dins el Parc Nacional d'Aigüestortes i Estany de Sant Maurici.

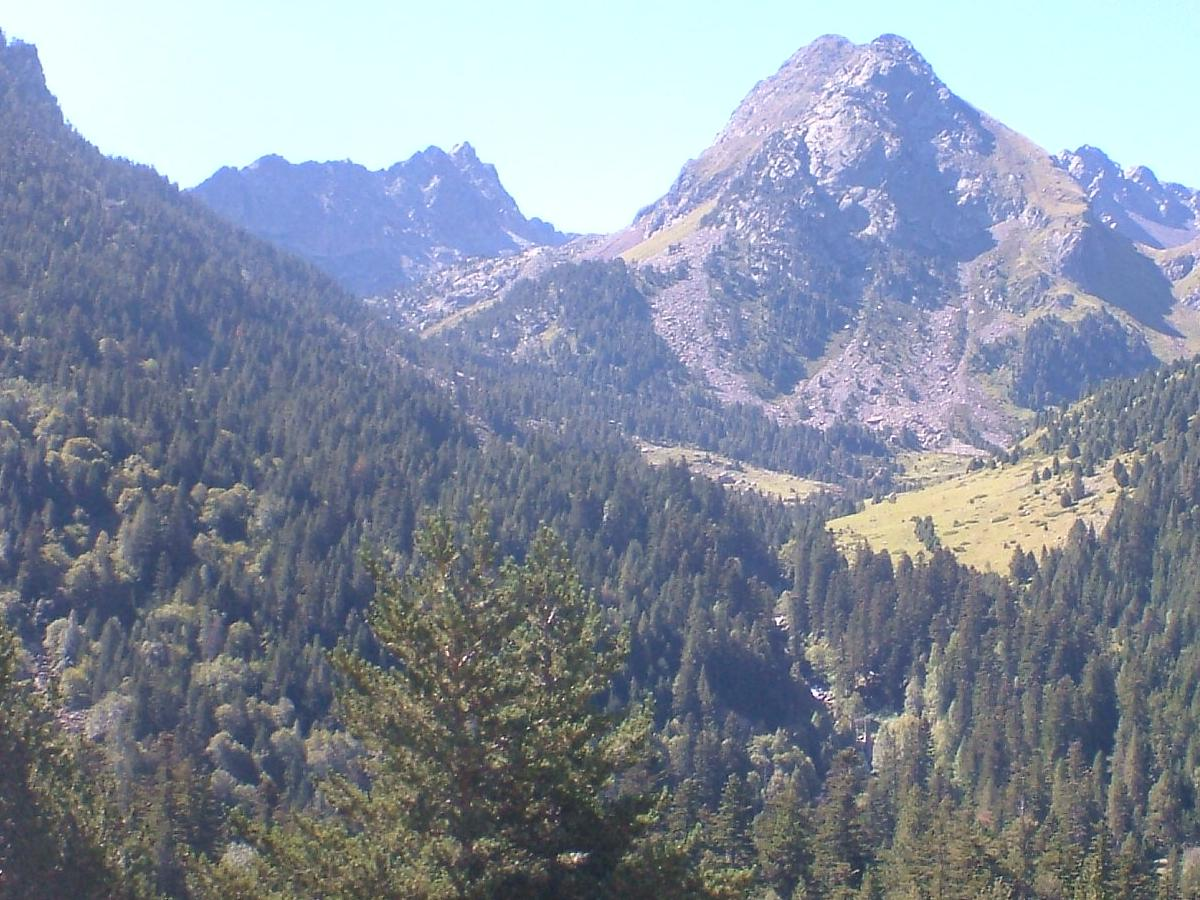
(imatge amb anotacions)

El seu nom prové «del basc, mun-tzi-ol-a, cabana de l'aturonament, del massís de turons».
És afluent per la dreta del Barranc de Llacs. Té el naixement a 2.356 metres, al desguàs de l'Estany de les Mussoles, i discorre direcció nord-oest.